# Hans-Jürgen Schaller (Sportwissenschaftler)
Hans-Jürgen Schaller (* 1. Juni 1937 in Raasdorf; † 16. April 2021 in Hof (Saale)) war ein deutscher Sportpädagoge und Hochschullehrer. 

## Leben
Schaller studierte in Köln, Wuppertal, Bochum und Dortmund. Er war vier Jahre im Schuldienst, hernach als wissenschaftlicher Mitarbeiter an der Pädagogischen Hochschule Wuppertal sowie ebenfalls im Hochschuldienst an der Pädagogischen Hochschule Schwäbisch Gmünd und an der Universität Essen tätig. 1973 schloss er an der Pädagogischen Hochschule Dortmund seine Doktorarbeit zum Thema „Zur pädagogischen Theorie des Spiels: eine Untersuchung bildungstheoretischer Modelle des Spiels und der Möglichkeiten gegenwärtiger Spielerziehung“ ab. 1977 wurde Schaller Professor für Sportpädagogik an der Pädagogischen Hochschule Rheinland, Abteilung Aachen. Er war ab Anfang der 1980er Jahre Direktor des Seminars für Leibeserziehung an der Rheinisch-Westfälischen Technischen Hochschule Aachen sowie später Professor und Direktor am Institut für Sportwissenschaft und Sport der Rheinischen Friedrich-Wilhelms-Universität Bonn und von 1997 bis 2002 Dekan der Pädagogischen Fakultät. Ende Juli 2002 ging er in den Ruhestand.
Schaller betrieb insbesondere Forschung zum Thema Alterssport und leitete diesbezüglich mehrere Projekte, beispielsweise über „Motorisches Lernen bei älteren Menschen“, „Entwicklung der Wurfakkuranz im fortgeschrittenen Lebensalter“, und „Alterssportangebote in der Bundesrepublik Deutschland“. Er war Mitherausgeber des „Handbuchs Alterssport“ und veröffentlichte gemeinsam mit Panja Wernz den Ratgeber „Koordinationstraining für Senioren“. Zudem befasste sich Schaller ebenfalls mit „exemplarischem Lernen im Sport“ und der Spielerziehung. Zusammen mit Knut Dietrich und Gerhard Dürrwächter brachte er das Buch „Die Großen Spiele“ heraus. Schaller war 1976 Gründungsmitglied der Deutschen Vereinigung für Sportwissenschaft. Wolf-Dietrich Brettschneider bezeichnete ihn als einen der „profiliertesten Spielpädagogen seiner Zeit“.